# Orlanda Maria Duarte Santos Ferreira
Orlanda Maria Duarte Santos Ferreira foi ex-deputada cabo-verdiana do Parlamento Pan-Africano .  É membro do Parlamento da CEDEAO . 